# Chomle
Chomle est une commune du district de Rokycany, dans la région de Plzeň, en République tchèque. Sa population s'élevait à 62 habitants en 2021.

## Géographie
Chomle se trouve à 15 km au nord-nord-est de Rokycany, à 24 km au nord-est de Plzeň et à 63 km à l'ouest-sud-ouest de Prague.
La commune est limitée par Hlohovice au nord, par Vejvanov à l'est, par Skomelno au sud et par Radnice à l'ouest.

## Histoire
La première mention écrite du village date de 1352.

## Galerie

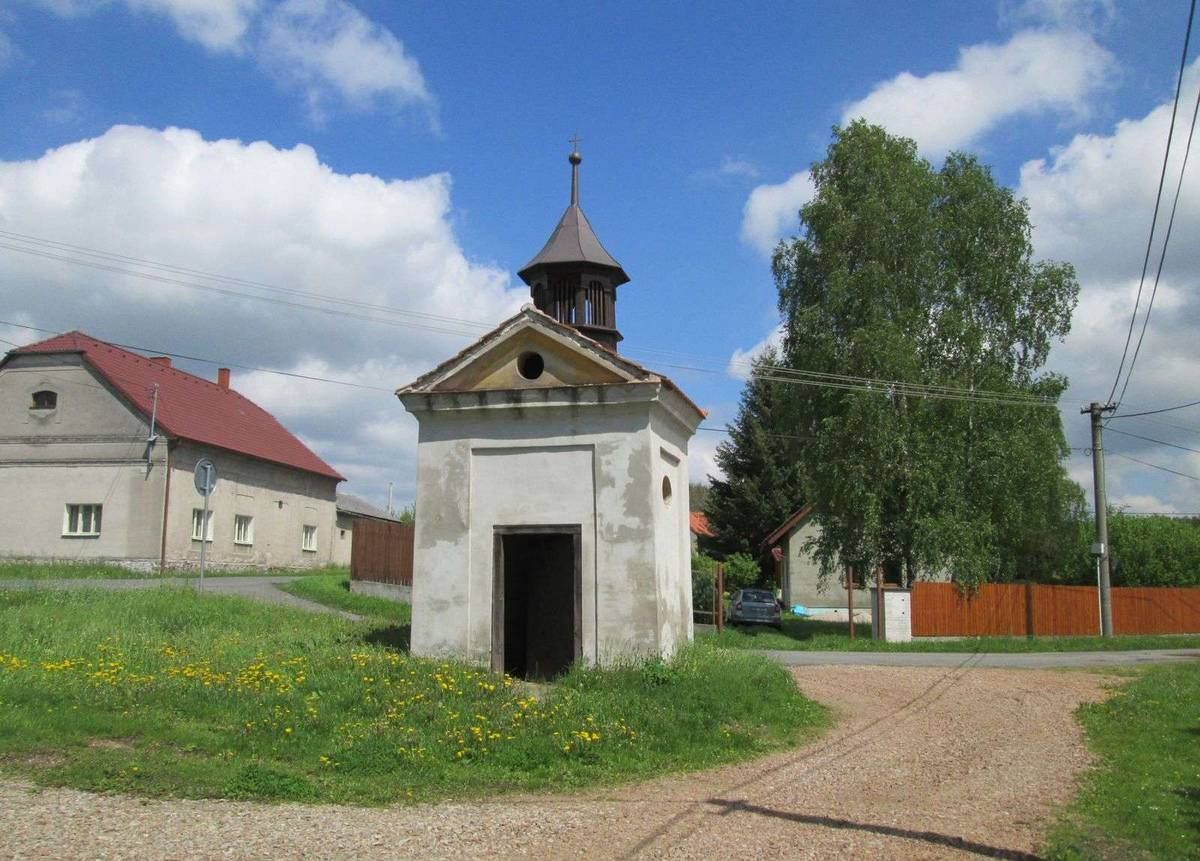
Chapelle à Chomle.
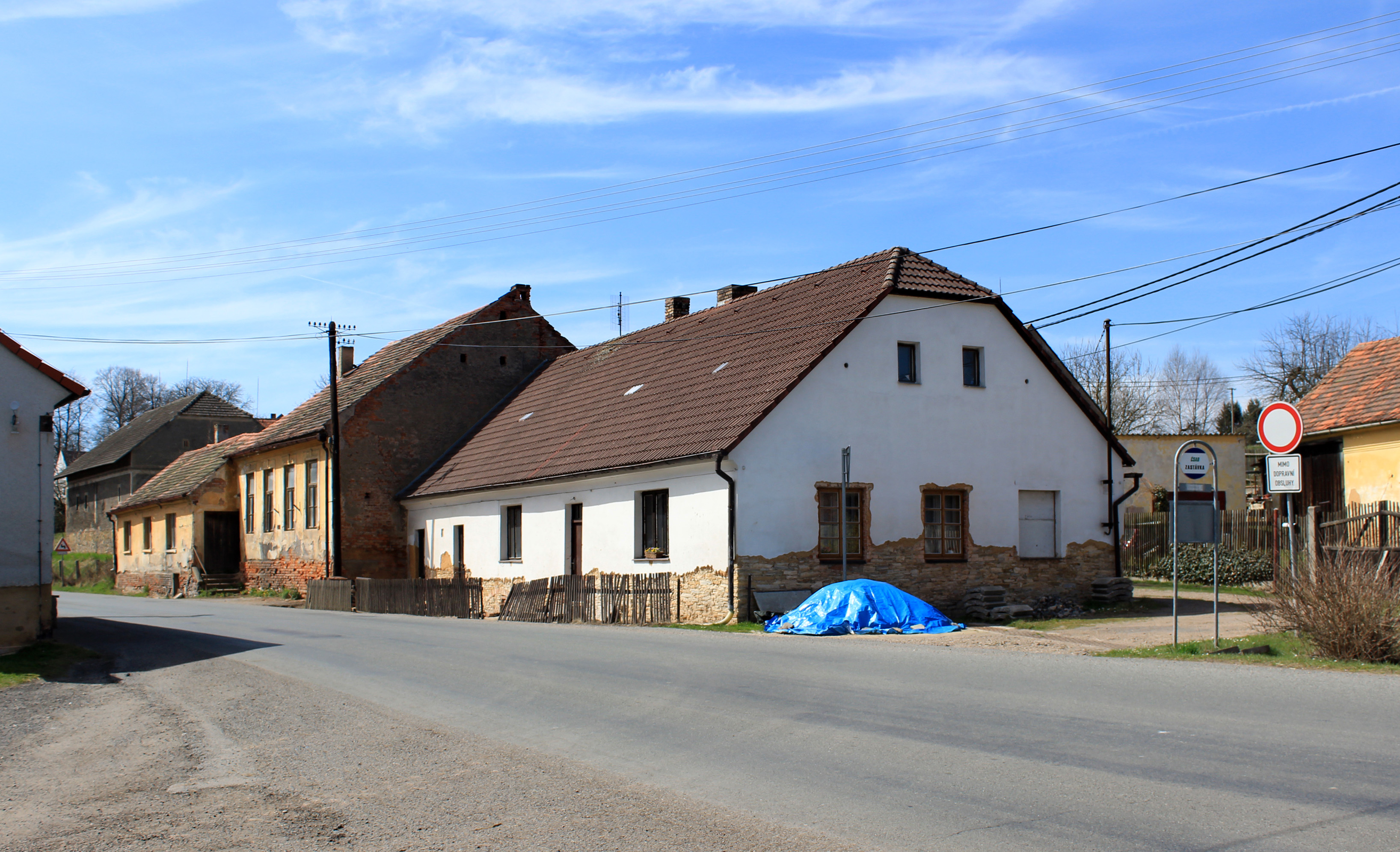
Maisons à Chomle.

## Transports
Par la route, Chomle se trouve à 3 km de Radnice, à 22 km de Rokycany, à 30 km de Plzeň et à 74 km de Prague.